# Alone in the Dark (videogioco 2008)
Alone in the Dark è un videogioco survival horror sviluppato da Eden Games. Il gioco, quinto capitolo della serie omonima, è uscito nel mese di giugno 2008 per PlayStation 2, Xbox 360, Nintendo Wii e Microsoft Windows, mentre la versione PlayStation 3 (con il nome di Alone in the Dark: Inferno) è stata pubblicata il 14 novembre 2008 e al suo interno degli episodi esclusivi aggiuntivi.

## Trama
A differenza degli altri episodi, che si svolgevano in sobborghi sinistri e ville spettrali, l'avventura è questa volta ambientata a New York, nell'immenso Central Park deturpato da alcune entità malefiche.
In questo capitolo, Edward Carnby torna ad essere il protagonista originale (a differenza del precedente dove era stato sostituito dal nipote omonimo) e si troverà ad affrontare delle strane crepe senzienti in un'ambientazione fin troppo moderna per i suoi gusti. Privato della memoria e circondato da persone che sembrano conoscerlo, Carnby inizia l'indagine sul se stesso degli anni 20 scoprendo infine l'oscuro mistero dietro il suo risveglio e del responsabile.
Grazie alla pietra filosofale, ritrovata nel 1938 vicino a Derceto, Carnby è riuscito a bloccare il proprio invecchiamento ma per distruggerne il demone all'interno ha sacrificato la propria memoria divenendo così una nuova persona; sfortunatamente il piano non è andato come previsto e il demonio ora è libero e sta sfruttando tutto l'inferno per impossessarsi di un corpo umano.
Nel finale, il giocatore potrà decidere come terminare il gioco dopo che Sara (co-protagonista del titolo) si impossesserà della pietra ormai distrutta e pronta a rilasciare il maligno:

### Finale 1
Uccidere Sarah porterà Lucifero a reincarnarsi nello stesso Carnby. Hermes leviterà verso la luce mentre ammonirà il demone dicendo che gli uomini si solleveranno contro lui, ma questi serafico gli risponderà che non è venuto da solo, lasciando il titolo in sospeso preannunciando un possibile seguito.

### Finale 2
Risparmiando Sarah, Edward le si getterà incontro e le confesserà il suo amore. La ragazza diverrà il nuovo corpo di Lucifero e schernirà Carnby ridendo dei suoi sentimenti; questi, non volendo combatterla, se ne andrà per la sua strada lasciando che Lucifero viva nel corpo della sua amata.

## Personaggi

### Principali
- Edward Carnby

Personaggio protagonista del gioco. Vittima di un'amnesia, si risveglia nella New York del 2008 dove si trova a combattere contro entità misteriose e a indagare per scoprire il proprio passato.
- Sara Flores

Aiutante di Edward. È una gallerista che durante il gioco diventa una buona amica di Carnby.
- Crowley

Pazzo a capo della setta dei Neo alchimisti e responsabile del risveglio dell'entità maligna che ha liberato le creature che infestano il Central Park. Appare come uno degli antagonisti principali del gioco, visto che perseguita Edward per tutto il gioco dove nell'ultimo incontro prende in ostaggio Sara, ma viene ucciso da Edward con un colpo alla testa. Nelle versioni Wii e PS2 ha un ruolo decisamente più secondario.
- Teophile Paddyington

Curatore del museo di Central Park, conosce il maligno segreto del parco lo studia nella sala 943 del museo insieme al suo allievo. Si suiciderà.
- Peter

Allievo del signor Paddyington. Appare solo nelle versioni PS2 e Wii, incontra Edward sull'elicottero e lo accompagnerà per l'ultima parte del gioco. Viene ucciso da Crowley: arrivati all'entrata del "Cammino della Luce" si fa prendere dalla codardia e, decide di abbandonare Edward non entrando al suo interno; arriverà Crowley con i suoi scagnozzi e lo uccideranno.
- Lucifero

L'entità maligna che è imprigionata nel Central Park, e la stessa che ha liberato gli Umaniz e le crepe dagli Inferi. Ora ha un unico scopo, conquistare il pianeta, usando gli umani come marionette. Nelle versioni Wii e PS2 ha un ruolo leggermente più importante.
- Dr. Hartford

Medico che aiuta Edward e Sara ospitandoli nella sua ambulanza. È grazie a lui se Edward scopre il suo passato.

### Secondari
- Ermete Trismegisto

Antico filosofo greco. È imprigionato nel Central Park, alla fine del "Cammino della Luce". Pare essere la "Chiave" di Edward, chiamandolo anche il Prescelto che salverà o distruggerà il mondo.
- Capo dei Vampiriz

Si tratta di un enorme mostro dalle fattezze di un pipistrello. Ne esistono solo due. Perseguita Edward parecchie volte fino a quando non dovrà sconfiggerlo di persona colpendolo con molteplici colpi di pistola. Ne appare a sorpresa un altro quando è sull'elicottero su cui incontra Peter (o Crowley). Questo è molto più grosso, danneggia gravemente il mezzo ma casualmente il mostro colpirà l'elica ferendosi mortalmente e tritandosi una parte di un'ala, precipitando.
- Anna

Aiuta Edward per un breve lasso di tempo all'interno dell'edificio in cui si risveglia. Morirà poco dopo e si risveglierà come Umaniz, ma viene uccisa da Edward.
- Compagno di Anna

Il compagno di Anna, aiuta Edward insieme alla sua fidanzata. Cade dal palazzo, morendo.
- Alan

Amico di Peter, pilota l'elicottero su cui Edward incontra Peter. Mentre quest'ultimo ed Edward si salvano, Alan precipiterà in un baratro insieme al suo elicottero che era stato danneggiato dal capo dei Vampiriz. Appare solo nelle versioni PS2 e Wii.
- Guardia giurata del palazzo

Affiancherà Edward per una brevissima parte. Verrà ucciso da Anna risvegliata in Umaniz, mentre nelle versioni PS2 e Wii, viene lanciato via da un pezzo di cemento.
- Guardiano del museo

Lavora come guardiano del museo da Central Park, un ex allievo del signor Paddyington, da un piccolo aiuto ad Edward. Viene massacrato dagli Umaniz.
- Autista

Da un passaggio a Edward sulla sua auto. Muore poco dopo, ucciso da un mostro che Edward non incontrerà mai: stanno attraversando un sentiero quando improvvisamente delle corde nere si attaccano al parabrezza; queste sono le lingue del mostro. Benché Edward abbia tentato il tutto per tutto, l'autista muore risucchiato da questo mostro.

## Modalità di gioco
Alone In The Dark è diviso in otto episodi, dalla durata stimabile di 30-40 minuti ciascuno, a loro volta divisi in checkpoint e affrontabili nella sequenza che il giocatore preferisce: la trama si muove sulla falsariga di una serie televisiva, e ogni episodio comincia con un video riassuntivo di quello precedente. I livelli sono in genere lineari, ma sono presenti una parte free roaming e alcune parti di guida. È possibile selezionare la visuale fra una telecamera in terza persona o una in prima.

### Combattimenti e interazione
L'interazione con l'ambiente è molto sviluppata all'interno di Alone in the Dark: è possibile raccogliere una grande varietà di oggetti da usare come oggetti contundenti (sedie, pezzi di legno, ferri...) e altri che, all'apparenza potrebbero sembrare inutili, ma una volta combinati tra loro possono diventare letali e pericolosi. Un esempio può essere una bomboletta di spray medico e un accendino che, combinati insieme, si trasformano in un improvvisato lanciafiamme. Un estintore può essere usato nel modo canonico eseguendo una rotazione che simula l'apertura della valvola, oppure agendo con rapidi movimenti della leva destra potremmo usarlo per abbattere le porte. È possibile usare anche delle automobili per spostarsi da una parte all'altra di Central Park, collegando i cavi se non sono presenti le chiavi. Utilizzando un coltello o un cacciavite si può bucare il serbatoio dell'auto per fare una scia di liquido incendiario che, se bruciata, dà vita ad una bomba ambulante. Se si viene feriti, occorre usare uno spray medico nel caso di ferite superficiali, o delle bende nel caso di ferite più profonde che, se non vengono curate al più presto, possono far morire il protagonista per dissanguamento. Un elemento importante del nuovo capitolo è il fuoco, molto vivo e realistico, (gli oggetti che bruciano si carbonizzano e si rompono) che può essere utilizzato in molti modi dal protagonista, per esempio dando fuoco a una sedia si ottiene un nuovo oggetto contundente molto più efficace, che può essere usato come una torcia che illumini l'ambiente o come mezzo per bruciare altri oggetti.

### Nemici
Edward è costretto ad affrontare molti nemici durante la sua avventura, il primo nemico che incontreremo è una crepa, questa può correre lungo i muri e inghiottire le persone che si trovano sopra di essa trasformandole in Umaniz. Se la crepa prenderà Edward, non morirà all'istante, ma potrà aggrapparsi a oggetti vicini per uscire e salvarsi. Può essere sconfitta, basta trovare il modo di metterla a contatto con il fuoco. Il secondo tipo di nemico che incontreremo sono gli Umaniz. Gli Umaniz sono le persone inghiottite dalla crepa, che si ripresentano al protagonista con un aspetto mostruoso e crepe sul corpo. Queste crepe sono il loro punto debole, basterà qualche proiettile incendiario mirato su di esse e questi zombie scompariranno in una nuvola di fumo nero, ma possono essere usati molti altri modi per sconfiggerli, basterà un poco di fantasia e di fuoco. Il terzo tipo di nemico che incontreremo sono i Ratz, ovvero delle bestie infernali dalle forme e dall'aspetto vari, sigillate nei meandri di Central Park, eliminabili con il semplice utilizzo della pistola. In qualche livello ci ritroveremo contro dei boss, ovvero dei nemici particolarmente grandi e forti, davvero difficili da eliminare.

## Sviluppo
Inizialmente dotato del sottotitolo Near Death Investigation, poi eliminato, il gioco è stato annunciato nel 2005 e mostrato come demo alla stampa all'inizio del 2008. Originariamente la pubblicazione del gioco era prevista per maggio, ma è stata successivamente rinviata a giugno.

## Accoglienza
Alone in the Dark ha ricevuto recensioni piuttosto contrastanti fra loro, che vanno dal 3.5/10 di IGN al 7/10 di Edge per quanto riguarda la versione Xbox 360; le versioni PlayStation 2 e Wii hanno invece ottenuto recensioni in parte piuttosto negative. La maggior parte delle critiche mosse al gioco derivano dal sistema di controllo e da alcuni difetti di carattere tecnico, senza dimenticare la disastrosa telecamera.
La rivista Play Generation lo classificò come la quinta conversione più indegna tra i titoli disponibili su PlayStation 2.

### VersioneInfernoPS3
La versione Inferno per PlayStation 3, pubblicata alcuni mesi dopo la versione originale, presenta un sistema di telecamera migliorata e controlli più comodi, rispetto alla controparte su Xbox 360. La versione PS3 è infatti ritenuta la migliore ed ha ricevuto discreti e buoni voti dalla critica di tutto il mondo, anche da recensori come IGN che hanno cambiato il voto di 3.5/10 (Xbox 360) a 6.8/10, per la versione Inferno.
Questa versione è stata elogiata anche per miglioramenti da un punto di vista tecnico: la versione Xbox 360 aveva una risoluzione nativa sub-HD di 1040x600 pixel, ed utilizzava l'MSAA 2x, come antialiasing. La versione PlayStation 3, pur non utilizzando alcun antialiasing, ha una risoluzione nativa di 1120x630 pixel che garantisce una definizione effettiva migliore, con un guadagno netto di 81.600 pixel rispetto alla versione Xbox 360.

### Vendite
Fino al 30 luglio 2008, Alone In The Dark ha venduto 1,2 milioni di copie in tutto il mondo.